# Александра Белцова
Александра Белцова (на латвийски: Aleksandra Beļcova) (17 март 1892 - 1 февруари 1981) е латвийска художничка, член на Рижката група художници (1920-1938) и на творческото обединение на младите латвийски художници, актьори, музиканти и писатели авангардисти „Зелената врана“ (1925-1939).
Александра Белцова се ражда през 1892 г. в малкия град Сураж в Черниговска губерния (днес Брянска област) в Украйна, част от Руската империя. Получава професионално образование през годините на Първата световна война в Художественото училище на град Пенза. През 1919 г. по покана на Роман Сути, също художник, се премества в Латвия, а три години по-късно се омъжва за него. Двамата заминават за Париж на сватбено пътешествие и там се ражда дъщеря им Татяна.
През 1924 г. съпрузите се завръщат в Латвия и основават ателието „Балтарс“, което просъществува до 1929 г. и създадените в него творби получават международно признание на изложението в Париж през 1925 г., получавайки два златни и един сребърен медала.
От 1945 г. е член на Съюза на художниците. Работи с пастели, акварел, маслени бои основно портрети и натюрморти. Представител на направлението ар деко в Латвия.
Една от най-известните ѝ картини е Бялото и черното (1925)., част от фонда на Националния музей на изкуството в Рига, Латвия.
Александра Белцова умира на 1 февруари 1981 г. в Рига.